# Anderson Carvalho
Anderson Carvalho est un footballeur brésilien né le 20 mai 1990 à Cubatão. Il évolue au poste de milieu défensif.

## Biographie
Anderson Carvalho joue au Brésil, au Japon, au Portugal et en Russie.
Avec le club de Santos, il joue six matchs en première division brésilienne.
Avec l'équipe de Boavista, il dispute 78 matchs en première division portugaise, marquant cinq buts.

## Palmarès
- Vainqueur du Campeonato Paulista en 2011 et 2012 avec le Santos FC